# Romániai magyar emlékirat-irodalom
Emlékirat-irodalom a romániai magyar irodalomban 1919-1980 között. Emlékirat a napló és a történetírás között elhelyezkedő, a szerző személyes élményeit közlő írói mű, amelyben az író az önéletrajztól eltérően nem annyira önmagával, mint inkább azokkal az eseményekkel foglalkozik, amelyeknek részese volt, tanúságot téve a közéletben viselt egyéni szerepéről.

## Visszatekintés
Erdélyben hagyományos irodalmi műfaj. Meg-megújuló divatjának nemcsak az európai memoárirodalom időnként jelentkező hatása kedvezett, hanem a tudományos és irodalmi korrajz tárgyilagos kidolgozására kedvezőtlen körülmények – így kellő művelődési központ hiánya – következtében újra meg újra szükségessé vált a torlódó történelmi események személyi jellegű lejegyzése. Naplók, útinaplók, önéletrajzok, korjegyzetek, politikai memoriálék s más dokumentációs műfajok közt így alakult ki a 16. századtól kezdve a közéletet írásban rögzítő egyéni visszaemlékezések számos változata.
Az „Erdélyi emlékírók Erdélyről” alcímet viselő, tízkötetes Erdély öröksége (Budapest, 1941) Heltai Gáspártól gróf Mikó Imréig 73 szerző munkáját közli részben vagy egészben, megjegyezve, hogy "igen sok erdélyi emlékirat, napló, önéletrajz van még kiadatlanul". Régebben kiadatlan magyar szöveg csak Bisztray Károly emlékiratrészlete, számos latin és német nyelvű szöveget azonban itt kapott kézbe először magyar nyelven az olvasó. A Makkai László szerkesztésében megjelent gyűjteményes kiadáson kívül valóban csak hébe-hóba került sor egy-egy régi emlékirat vagy annak tekinthető önéletírás, napló, visszaemlékezés újrakiadásra vagy első közlésre.
Ha el is tekintünk folyóiratok mélyén rejtőző szemelvényektől, már 1939-ben az olvasó kezébe került Pálffy János Magyarországi és erdélyi urak c. emlékezése, s ugyanebben az évben indította meg Jancsó Elemér Erdélyi Ritkaságok c. sorozatát is, első számában Káli Nagy Lázár Az erdélyi magyar színészet hőskora c. memoárjával. E sorozatból még kiemelhetjük Ruzitska György zenetörténeti jelentőségű emlékiratát (1940) vagy Bölöni Farkas Sándor naplótöredékét (1944). A Lepage cégnél megjelent Táncsics Mihály Életpályám c. önéletírása (1941), majd az ESZC-nél Barabás Miklós Önéletrajza (1944).

## Memoárirodalom a két világháború közt
Eredeti romániai magyar memoárirodalom a két világháború közt s e korszakot követően is hosszú ideig ugyancsak szórványosan jelentkezett. Betegh Miklós Erdély a háborúban (Dicsőszentmárton, 1924), Barabás Béla Emlékirataim (Arad, 1929) vagy Bánffy Miklós Emlékeimből (Kolozsvár, 1932) c. memoárja a régi Monarchia bomlásába enged betekintést. Pomogáts Béla irodalomkritikus a közvéleménnyel szemben Kuncz Aladár Fekete kolostor (Kolozsvár, 1931) c. epikus művét is "az emlékirat-műfaj huszadik századi klasszikus művei közé" sorolta Kuncz-monográfiájában (Budapest, 1968).
Lényegesen más, már az új romániai élményvilág emlékeit visszaadó Tabéry Géza Emlékkönyv c. munkája (Kolozsvár, 1930; részben újraközölve Két kor küszöbén, 1970, 257-300) az erdélyi magyar irodalom kibontakozásáról, Szemlér Ferencé az első bukaresti magyar diáknemzedékről (Más csillagon. Kolozsvár, 1939) vagy Ligeti Ernő anekdotizmusával is régi erdélyi emlékiratokra emlékeztető könyve két kisebbségi évtized erdélyi magyar irodalmi életéről és művészvilágáról (Súly alatt a pálma, Kolozsvár, 1941).
A dél-erdélyi magyarságnak a második világháború alatti sorsába enged betekintést Kacsó Sándor Lélekvesztőn c. vallomása (Kolozsvár, 1941), s erre tér vissza Méliusz József Sors és jelkép c. könyve (Kolozsvár, 1946), melynek 1973-as második, javított kiadásában egy Késői visszapillantás c. fejezet "három évtizeddel később" magára a memoárra tekint vissza. A II. világháború átélt megpróbáltatásait már 1945-ben ismertette Asztalos István Író a hadak útján c. folytatásos emlékiratában (Világosság, Kolozsvár, 1945. június 17. – 1945. december 9.), mely hamarosan könyv alakban is megjelent, majd Nyiszli Miklós keltett nemzetközi figyelmet Dr. Mengele boncoló orvosa voltam az auschwitzi krematóriumban c. tanúvallomásával (Nagyvárad, 1946).

## Memoárirodalom 1960-1980
Két évtizedes szünet után csak az 1960-as években indult el a visszaemlékezések hulláma, szólásra bírva az idősebb nemzedék úgyszólván minden rétegét, jellemző azonban a nagy időbeli távolság történések és feljegyzések között. Balogh Edgár Hét próba c. emlékiratában (Budapest, 1965) élete csehszlovákiai szakaszát mutatta be Erdélybe érkezéséig. Lám Béla memoárja Ady feleségével, Csinszkával való korábbi ismeretségéről s az első világháború korabeli szibériai hadifogságról szól ötven év múltán (A körön kívül... Kolozsvár, 1967).
Két agrármérnök, Antal Dániel és Kozán Imre, a mezőgazdaság új útjainak keresését segít megismerni; míg az első önéletrajzában (Család és szolgálat, 1971) elér 1945 augusztusáig, felelevenítve a felszabadulás első esztendejét, a második munkája (Fekete ugar, 1978) Csík, ill. Hargita megye mezőgazdasági történetét írta meg az 1970-es évek közepéig.
A több és sokkal nehezebb közügyi mondandóra törekvő munkásmozgalmi emlékírók anyaga ennek megfelelően bővebb, de lassabban halad előre az időben. Kovács István eddig megjelent négy kötetében (Vasvirág, Kolozsvár, 1970; Igazság nékünk a cél, 1973; Egy parasztfiú elindul, Kolozsvár, 1977; Emlékezetes ősz, 1977) csak a felszabadulás napjáig, Veress Pál három kötetben (Kalapács, könyv, muzsika, 1972; Vallatás, vád, küzdelem, 1974; Holnap indulok hozzád, 1977) az 1930-as évek végéig jut el, míg Zimán József regényes önéletrajza (Árnyékos oldal, 1976) az 1920-as évek elején a KISZ feloszlatásával végződik.
A kötetekbe foglalt munkásmemoároknál messzebb jut Köblös Elekné férje munkásmozgalom-történeti szerepéről közölt emlékezéseiben (Korunk, 1971/8), s már a második világháború hadifogoly-élményeire tekint vissza Gábor Ferenc Fehér csillagok alatt c. kéziratának szemelvénye (Korunk, 1968/9). A nemzetközi lágerirodalom megrázó hazai terméke Rózsa Ágnes Jövőlesők c. naplója (Bajor Andor előszavával, 1972).
Az emlékirat legjelentősebb változata a szépirodalmi fokon, művészi formában jelentkező írói korvallomás. Nagy István 1968-ban kezdte közölni "önéletrajzi regény"-ét Sáncalja címen, s annak három folytatása (Ki a sánc alól, 1969; Hogyan tovább? 1971; Szemben az árral, 1974) a monarchiabeli gyermekkortól 1944 őszéig, Kolozsvár felszabadulásáig vezeti el az olvasót, bepillantást nyújtva az íróvá alakulás lelki rugóiba a munkássors és munkásmozgalom feszültségei közt. Kacsó Sándor "önéletrajzi visszaemlékezései"-ben már személyesebb a dokumentumjelleg, az 1971-es Virág alatt, iszap fölött s 1974-es folytatása, a Fogy a virág, gyűl az iszap a gyermekkoron kezdve a Brassói Lapok kisebbségi közéleti harcain át végül az 1937-es vásárhelyi találkozó témakörébe torkollik, fősodrában a "kisebbségi humánum" erkölcsiségének kialakulását igazolva.
Megindult, de a szerző halálával félbemaradt Kemény János Kakukkfiókák (1972) és Szentimrei Jenő Városok, emberek (1973) c. posztumusz kiadású memoárja; sem ez a kettő, sem Bartalis János korjelző önéletrajza (Az, aki én voltam, 1972) nem ér el a romániai magyar irodalomig, s csak előjeleit tárja fel mindhárom író későbbi szerepének.
Tamási Áron 1966-ban Budapesten megjelent emlékezése pályájáról, művei keletkezéséről s a romániai magyar irodalom nevezetesebb eseményeiről, a Vadrózsa ága 1976-ban került az RMI sorozatban kiadott A bölcső és környéke keretében a hazai magyar olvasóhoz. Posztumusz kiadásként vált elérhetővé Károly Sándor Kalandos évek c. emlékirata is, melyben mind az aradi magyar irodalmi élet, mind az Erdélyi Helikon körével való kapcsolatok megelevenednek (Mosolygó esztendők – Kalandos évek. Szekernyés János bevezető tanulmányával, 1979).
A Korunk kezdeményezésére elkezdett írói memoároknak az 1971-72-es évfolyamokban bemutatott szemelvényei egy-egy részletet villantottak fel a még várható anyagból. Kós Károly az első romániai magyar népmozgalmakra, Szemlér Ferenc az Erdélyi Enciklopédia keletkezésére, Mikó Imre az antifasiszta ellenállás 1944-es epizódjára figyeltetett, Salamon László emlékiratából viszont csak a monarchiabeli ifjúkor tükröződik vissza.
A romániai magyar nemzetiségi törekvések politikai szereplőinek emlékírását Demeter János kezdte meg Századunk sodrában (1975) c. memoárjával, melyet Balogh Edgár Szolgálatban (1978) c. emlékirata követett; mind a ketten a MADOSZ, a vásárhelyi találkozó, az antifasiszta ellenállás múltját idézik, s Demeter 1945, Balogh 1944 kolozsvári eseményrajzáig jut el.
Bányai László "önéletrajzi jegyzetei" (Kitárul a világ, 1978; Válaszúton, 1980) 1935-ig mutatják be egy erdélyi magyar értelmiségi eszmei kibontakozását, későbbre ígérve a szerző politikai pályafutásának bemutatását. A szintén politikai pályát befutott Mikó Imre emlékírása, a szerző halála után megjelent A csendes Petőfi utca (Kolozsvár, 1978) az 1938-as eseményeknél szakadt félbe.
A műfajban nemcsak közéleti emberek és írók, hanem jeles romániai magyar művészek is megszólaltak. Banner Zoltán szerkesztésében a Dacia Könyvkiadónál önéletrajzíró művészek írássorozata indult el Mikola András Színek és fények (Kolozsvár, 1972) c. emlékiratával "egy nagybányai festő emlékei"-ről; ezt követte Szolnay Sándor A világ legvégén (Kolozsvár, 1973), Nagy Albert: Rózsikaédes! (Kolozsvár, 1974) és Papp Aurél Ez is élet volt... (Kolozsvár, 1977) c. dokumentumkötete. Önállóan jelentek meg T. Karácsony Emmy visszaemlékezései (Virághegy, 1974) s posztumusz kiadásban Nagy Imre még az 1950-es években papírra vetett jegyzetei (Följegyzések. Kányádi Sándor előszavával, 1979).
A memoárirodalom határát súrolja Halász Gyula anekdotikus emlékgyűjteménye Brassó múltjáról (A századik év küszöbén, 1967). Magyar írókról és művészekről magyarul írta Befejezetlen emlékirat c. kötetét (1971) George Sbârcea, személyes ismerősként idézve Ady, Salamon Ernő, Hunyady Sándor, Móra Ferenc, Dsida Jenő, Bartók, Heltai Jenő, Kosztolányi, Móricz (a „dunatáji Balzac”), Karinthy Frigyes, Szántó György alakját.
Új kísérlet a népéletből kiemelt emlékírók megszólaltatása. Előzménynek tekinthető a farkaslaki Tamási Gáspár naivul szép "emlékezése" Áron bátyjára (Vadonnőtt gyöngyvirág, 1970) Kányádi Sándor gondozásában, majd Nagy Olga rendezte sajtó alá Győri Klára széki asszony emlékezését (Kiszáradt az én örömem zöld fája, 1975), egy Salamon Anikó gondozta gyűjteményes kötet (Így teltek hónapok, évek... 1979) pedig a csernakeresztúri Dávidné Csobot Borbála, a magyarózdi Magyari István Pikó, a kelementelki Botos Amália, a gyergyócsomafalvi Czirják Gergely és a nagykendi Máté Mihály önéletrajzi vallomását közli.

## Régi emlékirat-irodalom újra kiadása (1960-as és 1970-es évek)
A műfaj kapcsán meg kell említenünk az elmúlt századokból ránk maradt emlékezések első vagy újbóli kiadásait az Erdélyi Ritkaságokat folytató Fehér könyvek sorozatában. Ennek kötetei közt jelent meg Bölöni Farkas Sándor útleírása (Utazás Észak-Amerikában, 1966), Borsos Tamás Vásárhelytől a Fényes portáig címen kiadott emlékirata (1968), Wass Pál "mindennapi jegyzőkönyve" (Fegyver alatt, 1968), Rettegi György Emlékezetre méltó dolgok c. munkája (1970), Koós Ferenc Életem és emlékeim c. munkájának és naplójának szemelvényes kiadása (1971), Teleki Sándor visszaemlékezése (Emlékezzünk régiekről, 1973) és Fogarasi Sámuel Marosvásárhely és Göttinga c. önéletírása (1974), sorrendben Benkő Samu, Kocziány László, Csetri Elek, Jakó Zsigmond Pál, Beke György, Csetri Elek és Juhász István bevezető és jegyzeteket adó tudományos gondozásában. Népszerűsítő szinten több emlékiratot közölt a Téka-sorozat is magyar emlékírók (Bethlen Miklós, Hermányi Dienes József, Bölöni Farkas Sándor, Rákóczi Ferenc, Apor Péter, Deák Farkas) tollából, vagy egy-egy témakörre vonatkozó memoárirodalomból (Arany János és Rozvány Erzsébet, 1973; Kolozsvári magyar muzsikusok emlékvilága, 1973; Székely vértanúk 1854, 1975; Teleki Blanka és köre, 1979).